# Emma Ríos
Emma Ríos, all'anagrafe Emma Ríos Maneiro (Vilagarcía de Arousa, 1º aprile 1976), è una fumettista spagnola attiva in campo internazionale, maggiormente nota come disegnatrice della serie Pretty Deadly, su testo di Kelly Sue DeConnick.

## Biografia
Emma Ríos è nata nel 1972 a Vilagarcía de Arousa, cittadina della Galizia, in Spagna. Ha iniziato a disegnare da bambina come autodidatta, dedicandosi alla realizzazione di fumetti dall'età di quattordici anni, frequentando più tardi la facoltà di architettura all'Università della Coruña. Dopo la laurea, ha esercitato per alcuni anni l'attività di architetta, disegnando nello stesso periodo fumetti su fanzine. Nel 2008 ha abbandonato la professione per concentrarsi sul fumetto.
Nello stesso anno in cui Emma Ríos si è laureata, ha partecipato a un progetto per un laboratorio internazionale di fumetto finanziato dalla Fondazione Asia–Europa (ASEF) e organizzato a Kyoto, in collaborazione con il Museo del manga. Ríos ha affermato in un'intervista di non essersi sentita una vera fumettista fino a quando non è stata selezionata per il progetto insieme a Hwei Lim, con il quale, in seguito, avrebbe realizzato il fumetto Mirror. Poco dopo avrebbe iniziato a lavorare come disegnatrice di fumetti negli Stati Uniti, debuttando nel 2008 illustrando Hexed, un horror-fantasy pubblicati dalla casa editrice "Boom! Studios" su testi di Michael Alan Nelson.
Ríos ha disegnato per la Marvel Comics la serie Doctor Strange su testi di Mark Waid; la fumettista riconosce a Waid il merito di averla spinta a collaborare per la Marvel per la quale ha disegnato alcuni episodi di The Amazing Spider-Man, Runaways, Girl Comics e Osborn, una mini serie incentrata su Norman Osborn, uno dei "cattivi" dell'Uomo Ragno che hanno vestito i panni di Goblin. Ríos ha collaborato con Kelly Sue Deconnick in Osborn, con la quale avrebbe lavorato ancora per altri editori in numerosi progetti, tra i quali Pretty Deadly, un western/fantasy pubblicato dalla Image Comics candidato a molti premi e per il quale Ríos ha vinto nel 2020 il Premio Eisner per la migliore copertina.
Deconnick e Ríos avevano anche lavorato insieme, in  Railbirds, un tributo di Deconnick reso all'amica, la poetessa Maggie Estep, un anno dopo la sua morte.